# 小杉光太郎
小杉光太郎（日语：／ Kosugi Kōtarō），日本漫畫家、插畫家。男性。代表作《普通女高中生要做當地偶像》於《漫畫4格KINGS Palette》（一迅社）2011年10月號至12月號特別發表後，連載自2012年4月號至2022年4月號，2014年7月至9月也播出電視動畫。

## 作品列表

### 連載終了
- 普通女高中生要做當地偶像

### 插圖
- T寶的悲慘日常 夢幻篇（第3話片尾插圖）

## 外部連結
- 小杉光太郎的X（前Twitter） （日語）